# Lease of Life
 (février 2025).

Lease of Life est un film britannique réalisé par Charles Frend, sorti en 1954.

## Résumé
Pasteur du village de Hilton St. John vit heureux au service de ses paroissiens avec sa femme Vera et sa fille Suzan, pianiste douée, dont il veut favoriser la future carrière. Un jour, à la suite d'un malaise, il consulte un médecin et apprend qu'il souffre d'une maladie incurable. Le premier choc passé, il s'interroge sur sa vie et redéfinit ses priorités pour les quelques mois qu'il lui reste à vivre.

## Fiche technique
- Titre original : Lease of Life
- Réalisation : Charles Frend
- Scénario : Eric Ambler, d'après une idée de Patrick Jenkins et la nouvelle The West Window de Frank Baker
- Musique : Alan Rawsthorne
- Décors: Jim Morahan
- Costumes : Anthony Mendleson (non crédité)
- Photographie : Douglas Slocombe
- Son : Arthur Bradburn, Stephen Dalby (supervision)
- Montage : Peter Tanner
- Société de production : Ealing Studios
- Société de distribution : General Film Distributors
- Pays d'origine :  Royaume-Uni
- Langue : anglais
- Format : Eastmancolor — 35 mm — 1,37:1 — Son : Mono
- Genre : Comédie dramatique
- Durée : 1 h 34
- Dates de sortie : 
  -  Royaume-Uni : 19 octobre 1954
  -  États-Unis : 9 août 1956
- Classification : Tous publics (U) lors de sa sortie

## Distribution
- Robert Donat : le révérend William Thorne
- Kay Walsh : Vera Thorne
- Denholm Elliott : Martin Blake
- Adrienne Corri : Suzan Thorne
- Alan Webb : le docteur Pembury
- Mark Dignam : Mr. Black
- Walter Fitzgerald : le doyen
- Wylie Watson : Pickering
- Cyril Raymond : le proviseur
- Reginald Beckwith : Foley
- Robert Sandford : le garçon au livre
- Frank Atkinson : le bedeau
- Richard Wattis : le notaire
- Frederick Piper : le bijoutier
- Vida Hope : Mrs. Sproatley
- Beckett Bould : Mr. Sproatley
- Richard Leech : Carter